# The pillows presents Born in The '60s 2011.10.09 at Zepp Sendai
『the pillows presents Born in The '60s 2011.10.09 at Zepp Sendai』（ザ ピロウズ プレゼンツ・ボーン イン ザ シックスティーズ 2011.10.09 アット ゼップ センダイ）は、2012年4月11日にリリースされたthe pillowsのライブ・ビデオ。

## 概要
the pillowsが主催のライブツアー「おっさんツアー」こと『Born in The '60s Tour』の第2弾として、2011年10月9日にZepp Sendaiで行われたライブの模様をドキュメント収録したDVD。

## 出演アーティスト
- the pillows
- ザ・コレクターズ(THE COLLECTORS)
- Theピーズ
- TOMOVSKY
- 怒髪天

## 収録曲
the pillows
1. Ritalin 202

怒髪天
1. 枯レ葉ノ音
2. キタカラキタオトコ
3. そのともしびをてがかりに

TOMOVSKY
1. 文句いわない
2. 脳
3. スポンジマン

ザ・コレクターズ
1. 東京虫バグズ
2. 地球の歩き方
3. TOUGH

The ピーズ
1. 真空管
2. 赤羽ドリーミン
3. でいーね

the pillows
1. 白い夏と緑の自転車 赤い髪と黒いギター
2. ハイブリッド レインボウ

セッション
1. LITTLE BUSTERS

ボーナス・トラック
- 格付けチェック お前ら何流ミュージシャン!?